# Maria Nozeman
Maria Nozeman (getauft 22. September 1652 in Amsterdam; vermutlich begraben 27. Mai 1729 in Den Haag) war eine niederländische Schauspielerin und Theaterregisseurin.

## Leben
Maria Nozeman wurde am 22. September 1652 in Amsterdam getauft. Sie war die Tochter des Schauspielers und Schriftstellers Gillis Nozeman (1627–1682) und der Schauspielerin Ariana van den Bergh (1626/1628–1661). Sie war das zweite Kind der Schauspielerpaares und wurde in dem Jahr geboren, in dem ihre ältere Schwester, die noch kein Jahr alt war, starb. Bei ihrer Taufe in der reformierten Nieuwe-Zijds-Kapelle in Amsterdam waren unter anderem die Schauspieler Cornelis Krook (gestorben nach 1674) und Jan Baptist van Fornenbergh (1624?–1697) als Zeugen anwesend.
Sie spielte als Kind mehrere Jahre an der Stadsschouwburg Amsterdam in Theaterstücken, in denen auch ihre Eltern mitwirkten. Ihr Spielhonorar betrug sechs Stuiver je Auftritt. In der Saison 1658/59 hatte sie im Alter von sechs Jahren die stumme Rolle der Lisaura in „The Lamentable Force“, sie war die Judith in „Hester“ und sie spielte den Grimaldus in „Casandra“, in dem sie zwanzig Verse aufsagen musste, während sie Murmeln spielte. Es sind keine Aufführungen von ihr nach 1662 bekannt.
Nachdem ihre Mutter 1661 gestorben war, reiste sie mit ihrem Vater nach Den Haag. Dort trat Gillis in die Theaterkompanie von Van Fornenbergh ein. Van Fornenbergh war im Jahr 1660 der Gründer des ersten Theaters in Den Haag und Leiter einer Truppe, die bis Mitte der 1970er Jahre ausgiebig ins Ausland reiste und bis nach Skandinavien auftrat. Gillis heiratete 1665 Johanna (1651–1728), die Tochter von Van Fornenbergh, die ebenfalls Schauspielerin war. Ihre Stiefmutter war nur zehn Monate älter als sie.
Als Maria Nozeman 29 Jahre alt war, heiratete sie den 58-jährigen, wohlhabenden Witwer Van Fornenbergh, den Vater ihrer Stiefmutter. Van Fornenbergh hatte kürzlich vor dem Reformierten Kirchenrat in Den Haag seinen Beruf als Schauspieler aufgegeben, um Mitglied zu werden, war aber Theaterdirektor geblieben. Die Ehen zwischen Van Fornenbergh und Nozeman, beide ältere Theaterkollegen, die die viel jüngeren Töchter des jeweils anderen heirateten, sorgten Jahre später erneut für Aufsehen, wie aus dem Vorwort zur Ausgabe des Posses „De Desperate Liefde“ von 1704 hervorgeht, in dem die gesamte Geschichte erzählt wird ausführlich beschrieben wurde. Dass dies geschah, war kein Zufall: Die Handlung des Stücks und die Leben beider Schauspieler weisen einige Ähnlichkeiten auf. Doch während sich die Bühnenhandlung um die Liebe dreht, ging es in Wirklichkeit wohl um geschäftliche Interessen, nämlich darum, durch die Heirat das Bühnenvermögen in der Familie zu behalten. Nach Van Fornenberghs Tod im Jahr 1697 begannen Maria Nozeman, die Witwe Van Fornenbergh und Johanna van Fornenbergh einen Rechtsstreit über das komplizierte Erbe, der vor dem niederländischen Gericht ausgefochten wurde. Maria Nozeman fühlte sich benachteiligt und forderte ihren Anteil an den zahlreichen hinterlassenen Vermögenswerten, sowohl von väterlicher als auch von mütterlicher Seite. Die Angelegenheit wurde schließlich gütlich geklärt.
Als Witwe Van Fornenbergh leitete Maria nach ihrer Heirat mit dem Witwer Damianus Braems (auch: Abrahams) einige Jahre lang das Haager Theater am Denneweg, bis es sich immer schwieriger erwies, es zu vermieten. Sie heiratete Braems am 30. Oktober 1712 in Den Haag, aus der Ehe gingen zwei Söhne hervor, die beide jung starben. 1720 ließ sie das Theater in Häuser umbauen. Es ist nicht ganz sicher, ob es sich um Maria Nozeman, handelte, die am 27. Mai 1729 in Den Haag beigesetzt wurde.